# Hephaestus fuliginosus
Hephaestus fuliginosus és una espècie de peix pertanyent a la família dels terapòntids present al sud de Papua Nova Guinea i al nord d'Austràlia (des del riu Daly -el Territori del Nord- fins a Queensland).
Pot arribar a fer 54 cm de llargària màxima (normalment, en fa 25) i 6.170 g de pes. Té 11-12 espines i 12-14 radis tous a l'aleta dorsal i 3 espines i 8-10 radis tous a l'anal.
És un peix d'aigua dolça, bentopelàgic i de clima tropical (25 °C-30 °C; 5°S-8°S).
La reproducció ocorre a l'estiu en resposta a l'augment dels nivells d'aigua després de les pluges monsòniques.
Menja granotes, insectes, cucs, gambes, algues, arrels de plantes i baies de palma.
És inofensiu per als humans.